# The Truth About Cats & Dogs
The Truth About Cats & Dogs (Nederlands: de waarheid over katten en honden) is een Amerikaanse romantisch-komische film uit 1996.
De hoofdrollen worden gespeeld door Uma Thurman en Janeane Garofalo.

## Verhaal
Abby Barnes is radiopresentatrice van het programma The Truth About Cats and Dogs in Los Angeles. In het programma beantwoordt ze vragen van bellende luisteraars over hun huisdieren. Abby is een intelligent en belezen maar onzeker persoon die zichzelf onaantrekkelijk vindt.
Abby's buurvrouw Noelle Slusarsky is dan weer een model dat eerder aan de naïeve kant is. Ze zit ook in een slechte relatie met een brutale partner.
De twee zijn net vriendinnen geworden als Abby wordt uitgevraagd door een van de bellers van haar programma. Door haar onzekerheid vraagt ze Noelle om daarbij voor haar door te gaan. De man, Brian, is een artistiek fotograaf met dezelfde belezenheid als Abby. Hij wordt verliefd op de Abby die hij van telefoongesprekken leert kennen
maar blijft in de waan dat Noelle Abby is. Door de mindere intelligentie van die laatste leidt dat tot allerlei vreemde situaties.
Abby wordt uiteindelijk verliefd op Brian maar denkt nadat ze met drieën de avond bij hem hadden doorgebracht dat Noelle met hem naar bed is geweest. Ze krijgen ruzie en spreken een tijdje niet meer met elkaar. Als het weer goedgemaakt is komt Brian eindelijk te weten wie de echte Abby is en kwaad verbreekt nu hij het contact na te
hebben gezegd dat voor hem enkel het innerlijke telt.
Na een tijdje besluit hij dat hij wel degelijk van de echte Abby houdt. Hij zoekt haar weer op en ze beginnen een relatie.

## Rolverdeling
| Acteur             | Personage                                         |
| ------------------ | ------------------------------------------------- |
| Uma Thurman        | Noelle Slusarsky                                  |
| Janeane Garofalo   | Abby Barnes                                       |
| Ben Chaplin        | Brian                                             |
| Jamie Foxx         | Ed                                                |
| James McCaffrey    | Roy                                               |
| Richard Coca       | Eric                                              |
| Stanley DeSantis   | Mario                                             |
| Antoinette Valente | Susan                                             |
| Mitch Rouse        | Bee Man                                           |
| La Tanya M. Fisher | Emily                                             |
| Faryn Einhorn      | kindmodel                                         |
| David Cross        | mannelijke stem radiobeller, boekenwinkelbediende |
| Mary Lynn Rajskub  | vrouwelijke stem radiobeller                      |
| Bob Odenkirk       | boekenwinkelbediende                              |
| Dechen Thurman     | boekenwinkelkassier                               |